# Val Metauro
La Val Metauro (anche Valmetauro) è la valle delle Marche formata dal fiume omonimo. Si estende per circa 1.400 km² in provincia di Pesaro e Urbino, con alcune propaggini in Umbria e Toscana.

## Geografia
La Val Metauro appare suddivisa in tre distinti segmenti.

### Alta Val Metauro
Dalle sorgenti del fiume, ai confini con lo spartiacque tiberino, l'alta valle procede fino all'altezza di Cagli, fra i paesaggi montuosi (fino a 1.700 m s.l.m.) dell'Appennino umbro-marchigiano e dell'Alpe della Luna sul versante tosco-romagnolo. L'Alta Val Metauro include anche l'alto corso del Candigliano e dei suoi affluenti. Il terreno, dal punto di vista geomorfologico, è costituito in prevalenza da calcari e marne. La vegetazione sopra gli 800 m s.l.m. comprende faggi e altre latifoglie, abeti bianchi e, nelle frequenti gole, i sempreverdi con prevalenza del leccio.

### Media Val Metauro
Oltre Cagli si estende la Media Val Metauro, costituita da alte colline ma con picchi montuosi fino a 1.000 m s.l.m. Qui, ai margini della frazione di Calmazzo, il Candigliano si getta nel Metauro dopo aver formato l'alta e spettacolare forra della gola del Furlo. Man mano che la valle prosegue verso il mare scompaiono le rocce calcaree e compaiono arena e argilla. La flora d'alta collina è dominata dalla roverella.

### Bassa Val Metauro
La Bassa Val Metauro, il cui confine è segnato dal corso degli affluenti Rio Puto, Tarugo e Rio Secco possiede rilievi più dolci (fino a 600 m s.l.m.) e digrada progressivamente verso l'Adriatico. Oltre Fossombrone (350 m.s.l.m) e Cartoceto (300 m.s.l.m) il terreno si fa prevalentemente alluvionale e ricco di ghiaia, sabbia e argilla. Il paesaggio si caratterizza per l'alta antropizzazione e le ampie coltivazioni, intervallate da residui querceti sulle alture, pioppeti e saliceti lungo il fiume.

## Clima
Il clima della Val Metauro è di tipo temperato mediterraneo in bassa collina, appenninico nell'alto e medio corso del fiume. Le temperature medie annue vanno dai 13 °C della bassa valle agli 11-12 °C delle aree più interne. Le precipitazioni medie annue sono più intense in montagna e alta collina, oscillando qui dai 900–1000 mm agli oltre 1300 mm mentre in Bassa Val Metauro variano da 737 mm a 988 mm.

## Comuni
La Val Metauro si sviluppa quasi tutta in territorio marchigiano, dove è suddivisa in 24 comuni, interessandone in parte anche altri 3.

### Alta e Media Val Metauro
- Acqualagna
- Apecchio
- Borgo Pace
- Cagli
- Cantiano
- Fermignano
- Mercatello sul Metauro
- Peglio (sud)
- Pergola (nord)
- Piobbico
- Sant'Angelo in Vado
- Urbania
- Urbino (Canavaccio)

### Bassa Val Metauro
- Cartoceto
- Colli al Metauro
- Fano
- Fossombrone
- Isola del Piano
- Mombaroccio (sud)
- Mondavio
- Montefelcino
- San Costanzo
- Sant'Ippolito
- Terre Roveresche (Orciano di Pesaro e Piagge)

## Comunicazioni viarie
Se i 20 km di costa adriatica pertinenti alla Val Metauro sono serviti dall'Autostrada A14, dalla strada statale 16 Adriatica e da un tratto di ferrovia adriatica (linea Bologna-Bari), i collegamenti con l'interno sono assicurati dalla statale Flaminia (che collega Fano a Roma) e dalla sua variante, la superstrada 73 bis. Quest'ultima, dopo la diramazione di Calmazzo, prosegue in direzione di Bocca Trabaria, mentre la Flaminia attraversa la galleria del Furlo voltando a sud verso il Passo della Scheggia.